# Coutarea hexandra
Coutarea hexandra är en måreväxtart som först beskrevs av Nikolaus Joseph von Jacquin, och fick sitt nu gällande namn av Karl Moritz Schumann. Coutarea hexandra ingår i släktet Coutarea och familjen måreväxter. Inga underarter finns listade i Catalogue of Life.